# Spalangia erythromera
Spalangia erythromera är en stekelart som beskrevs av Förster 1850. Spalangia erythromera ingår i släktet Spalangia, och familjen puppglanssteklar. Arten är reproducerande i Sverige.